# Clematis albicoma
Clematis albicoma là một loài thực vật có hoa trong họ Mao lương. Loài này được Wherry mô tả khoa học đầu tiên năm 1931.